# (10024) Marthahazen
(10024) Marthahazen (1980 EB) – planetoida z pasa głównego asteroid okrążająca Słońce w ciągu 3,84 lat w średniej odległości 2,45 j.a. Odkryta 10 marca 1980 roku.